# 18th Street Gang
O 18th Street Gang também conhecido como Eighteen St, Barrio 18, Mara 18 ou simplesmente 18 na América do Norte, é uma gangue de rua multiétnica (principalmente centro-americana e mexicana) de Los Angeles. É uma das maiores gangues de rua de Los Angeles, com cerca de 30.000 a 50.000 membros entre os Estados Unidos, México e América Central. Um relatório do Departamento de Justiça dos Estados Unidos apresentou a seguinte declaração sobre a 18th Street e a gangue rival Mara Salvatrucha (MS-13): "Essas duas gangues transformaram o Triângulo Norte da América Central na área com a maior taxa de homicídios do mundo".

## História
A 18th Street Gang foi formada no Rampart District, em Los Angeles, na década de 1960 por mexicano-americanos e outros jovens imigrantes que não foram aceitos nas gangues hispânicas existentes, especificamente na gangue Clanton 14. Essa gangue era composta principalmente por hispânicos de segunda geração e só aceitava membros de ascendência mexicana. Alguns membros do Clanton 14 queriam começar uma nova gangue chamada Clanton 18th Street e permitir que membros de outras etnias se juntassem. Esta proposta foi rejeitada pelo Clanton 14, o que levou à formação da 18th Street. As duas gangues são rivais desde então.
A 18th Street cresceu expandindo seu quadro de membros para outras nacionalidades e raças, e foi uma das primeiras gangues multirraciais e multiétnicas de Los Angeles; no início, eles eram compostos em grande parte por hispânicos de segunda geração. À medida que a gangue começou a lutar contra gangues hispânicas mais estabelecidas, eles começaram a recrutar pessoas de fora da comunidade hispânica. Existem aproximadamente duzentas gangues distintas e autônomas que operam sob o mesmo nome em bairros separados em Vale de São Fernando; especificamente, em North Hollywood, Vale de San Gabriel, Baía do Sul, Riverside, East Los Angeles, South Los Angeles, Hollywood, Centro de Los Angeles, Northeast Los Angeles, Pico Union, Westlake Village, Koreatown, Inglewood, South Gate, Huntington Park, Maywood, Bellflower, Long Beach, Orange County, Condado de San Bernardino e Westside ou West LA de Los Angeles, de acordo com os últimos números do National Drug Intelligence Center (NDIC).

### América Central
A 18th Street começou como uma gangue mexicano-americana, mas a gangue também se tornou centro-americana ao começar a recrutar mais membros de outros grupos étnicos. Quando os membros de gangues da América Central foram presos nos Estados Unidos, eles foram deportados de volta para a América Central, onde a gangue surgiu não apenas em El Salvador, mas também em Honduras e Guatemala, tornando-se uma das gangues mais violentas da região. Mais tarde, a 18th Street se tornou uma grande rival da MS-13, pois ambas as gangues buscavam a supremacia na América Central. Seus membros são principalmente mexicanos, salvadorenhos, hondurenhos e guatemaltecos, mas a gangue também tem membros de outras partes da América Central; suas influências também foram vistas recentemente em Belize.
Em El Salvador, uma facção chamada Revolucionarios se separou da 18th Street em 2005, tornando-se rivais dos outros membros, que passaram a ser conhecidos como Sureños.

## Descrição

### Localização
A 18th Street opera por todo o sul da Califórnia, mas são ativas em outros estados e também internacionalmente. Os membros de Los Angeles começaram a migrar para outras áreas fora da Califórnia e começaram a estabelecer suas próprias gangues. As gangues da 18th Street são ativas em 44 cidades em 20 estados dos Estados Unidos, bem como relatado internacionalmente na Austrália, Canadá, Inglaterra, França, Alemanha, Líbano, Peru, México, Guatemala, Honduras, El Salvador, Venezuela e Filipinas.

### Organização
Sua organização difere de local para local. Com a gangue se espalhando tão amplamente nacional e internacionalmente, é difícil ter uma estrutura organizacional universal. A gangue é organizada de tal forma que permite liderança em todos os níveis. Uma estrutura organizacional comum vista usada pelo Barrio 18 é a seguinte: no topo estão os palabreros ou líderes, a maioria desses membros está na prisão, mas ainda ajudam a comandar a gangue coordenando todas as atividades criminosas. Palabreros também existem fora da prisão e são conhecidos como en la libre. Por fim, há civis que são conhecidos como colaboradores; eles não são oficialmente membros de gangues, mas são responsáveis por ajudar a gangue com pequenas tarefas, como obter informações de inteligência e transportar ou reter mercadorias ilícitas. A 18th Street Gang também designa posições em sua estrutura organizacional de outra forma. Nessa estrutura, no topo estão os líderes, conhecidos como toros; abaixo de cada toro está uma clica, que é liderada por um homie. Abaixo de cada homie estão os soldados. Fora das prisões é organizado em divisões baseadas em território chamadas canchas. A gangue é horizontal em estrutura, permitindo uma abordagem mais descentralizada. Embora, no geral ela não seja muito organizada em comparação com algumas outras gangues modernas. As mulheres também podiam se juntar à gangue, mas eram tratadas muito mal; as que se juntavam à gangue tinham três maneiras de fazer isso, a primeira era uma surra de 18 segundos, a segunda era a relação sexual com vários membros, e a última opção era ser namorada ou esposa de um membro, o que pode potencialmente levar à filiação ao longo do tempo. Esperava-se que as mulheres assumissem papéis associados aos homens, muitas vezes envolvendo violência, bem como desempenhassem mais o papel de mãe, cuidando das crianças e dos doentes.

### Cultura
Os membros da 18th Street Gang são obrigados a obedecer a um conjunto rigoroso de regras. Não obedecer à palavra de um líder de gangue ou não mostrar o devido respeito a um colega resultar em uma surra de 18 segundos ou até mesmo execução para delitos mais sérios. De acordo com o FBI, algumas facções desenvolveram um alto nível de sofisticação e organização. Os membros da 18th Street Gang frequentemente se identificam com o número 18 em suas roupas e roupas esportivas de times esportivos como o Los Angeles Clippers, Los Angeles Rams, Los Angeles Chargers, Los Angeles Dodgers, Los Angeles Lakers, Los Angeles Kings e Las Vegas Raiders. Utilizam os símbolos XV3, XVIII, X8, 666, 99 e 3 pontos (Mi Vida Loca) em seus grafites e tatuagens. As cores são azul e preto; o azul representa e homenageia a Máfia Mexicana, e o preto representa a cor original da gangue. Ocasionalmente chamada de "Exército das Crianças" por causa do recrutamento de jovens em idade escolar primária e média. Eles também permitem que outras etnias se juntem às suas fileiras, tornando a gangue multiétnica. Em El Salvador, é comum que os membros da gangue sejam tatuados no rosto com um grande "18". Em muitos casos, a tatuagem cobre o rosto inteiro. O single de 1975 de Pete Wingfield, "Eighteen With a Bullet", é a música tema oficial da 18th Street.

## Atividade criminal
A atividade mais lucrativa da gangue é a distribuição de cocaína e maconha nas ruas e, em menor extensão, heroína e metanfetamina. A gangue também está envolvida em roubo de automóveis, sequestro de carros, tiroteios drive-by, extorsão, fraude de identificação, roubo, agressão e homicídio.
O agente especial George Rodriguez, da Agência de Álcool, Tabaco, Armas de Fogo e Explosivos (ATF), descreveu a gangue como "uma das gangues de rua mais violentas e uma das mais prolíficas dos Estados Unidos". Carros são roubados e casas são arrombadas pela gangue rotineiramente. Em média, alguém no Condado de Los Angeles é agredido ou roubado por moradores da 18th Street todos os dias. A gangue deixou um rastro de sangue em um ritmo três vezes maior que o de muitas das gangues mais ativas da cidade. A gangue também foi implicada no sequestro e assassinato de alto perfil do irmão de 16 anos do jogador de futebol hondurenho Wilson Palacios.
Em 1992, a gangue participou dos distúrbios de Los Angeles em 1992, que se seguiram à absolvição da polícia que espancou brutalmente Rodney King, um motorista afro-americano.
Em outubro de 1996, Javier Ovando — então membro da 18th Street Gang — foi baleado, ficando paralisado, e incriminado pelos oficiais corruptos da Divisão Rampart do Departamento de Polícia de Los Angeles, Rafael Perez e Nino Durden — eles plantaram uma arma nele e testemunharam que ele atirou neles. Com base no depoimento deles, ele foi sentenciado a 23 anos de prisão. Este foi um dos abusos que se tornaram parte do Escândalo Rampart. A perseguição começou às 19h15 de domingo, quando Ovando não cedeu aos policiais na Colorado Street e Brand Boulevard durante uma tentativa de parada de trânsito, disse o sargento Danny Carver do Departamento de Polícia de Glendale. A perseguição continuou por várias rodovias antes de finalmente parar no quarteirão 1700 da Eckhart Avenue, onde foi levado sob custódia, disse Carver. Ovando dirigia a mais de 145 km/h durante a perseguição, e foi mantido sob fiança de US$ 100.000. Depois que Perez se retratou de seu depoimento, Ovando, que ficou paralisado da cintura para baixo, recebeu um acordo de US$ 15 milhões em novembro de 2000. Foi o maior acordo por má conduta já feito em Los Angeles.
Em 1998, Catarino Gonzalez foi condenado à prisão perpétua depois que um júri o condenou por homicídio de primeiro grau por atirar na nuca do policial Filbert Cuesta, enquanto o policial estava sentado em uma viatura.
A polícia de Kingston, Nova York, prendeu e encarcerou vários jovens sob a acusação de que sequestraram uma vítima, a levaram para uma floresta próxima e a assassinaram. Eles foram detidos sob acusações federais de assassinato e extorsão.
Em 2019, um gangster da 18th Street foi baleado por um membro da gangue rival MS-13 em uma estação de metrô do Queens.
Na Cidade da Guatemala, muitos motoristas de ônibus foram mortos por membros da 18th Street Gang que passaram pelo suposto território da gangue. Els eram frequentemente vítimas de roubos e extorsões. Em um caso específico, os donos de ônibus se recusaram a pagar a gangue; alguns momentos depois, um jovem, filho de um dos donos de ônibus de La Libertad, estava dirigindo seu ônibus pela Rota 4, que ia do terminal até a Universidade de São Carlos da Guatemala, na parte sul da cidade. Ao passar pela Zona 6, dois homens pararam o ônibus. Eles embarcaram e atiraram na cabeça do motorista, matando-o instantaneamente.